# North American F-100 Super Sabre
North American F-100 Super Sabre byl americký nadzvukový proudový stíhací letoun navržený a vyráběný společností North American Aviation. Byl první ze série Century amerických proudových stíhaček. Šlo o první stíhací letoun letectva Spojených států (USAF) schopný nadzvukové rychlosti ve vodorovném letu.
F-100 byl představen koncem 40. let jako výkonnější nástupce stíhačky F-86 Sabre pro získání letecké převahy. Původně byl označovaný jako Sabre 45 a byl dodán americkému letectvu jako nevyžádaný návrh v lednu 1951, což vedlo k objednání dvou prototypů o rok později po úpravách. První YF-100A provedl svůj první let 25. května 1953, sedm měsíců před plánovaným termínem. 29. října 1953 vytvořil rekord 1 215 km/h. Jednalo se o středoplošník, který měl křídla s úhlem šípu 45°. Letové zkoušky prokázaly jak slibný výkon F-100, tak několik nedostatků, mezi které patřila tendence k nestabilitě kolem podélné osy a náchylnost k přepadání do vývrtky, které vedly k četným smrtelným nehodám. F-100A oficiálně vstoupil do služby u amerického letectva 27. září 1954, nicméně v důsledku šesti velkých havárií, ke kterým došlo do 10. listopadu 1954, byl typ uzemněn, zatímco probíhalo vyšetřování a nápravné práce. V únoru 1955 se F-100 vrátily do vzduchu.
V reakci na požadavek velitelství taktického letectva (TAC) na stíhací bombardér vznikla verze F-100C, následovaná schopnější F-100D. Vzniklo několik dalších modelů, včetně dvoumístného nadzvukového cvičného F-100F. Již v roce 1958 začalo letectvo své F-100A stahovat, ale vrátilo je do služby počátkem roku 1962 uprostřed eskalujícího světového napětí. Mnoho F-100 se dočkalo nasazení během vietnamské války předtím, než byly v útočných rolích nahrazeny dvoumachovými stroji Republic F-105 Thunderchief. F-100 ve velkém létaly nad Jižním Vietnamem i jako letouny přímé letecké podpory, dokud nebyly nahrazeny účinnějšími podzvukovými letouny LTV A-7 Corsair II. Nad Vietnamem bylo ztraceno 242 letounů F-100 různých verzí. Několik F-100A bylo přestavěno na průzkumné letouny RF-100A. Několik F-100F bylo upraveno pro elektronický boj. Dále vzniklo několik návrhů a derivátů jako stíhač F-100B a F-107, ale do výroby se nedostaly.
Uprostřed relativně vysoké míry opotřebení a příchodu pokročilejších stíhaček se americké letectvo na začátku 70. let rozhodlo své zbývající F-100 trvale stáhnout ze služby. Do roku 1979 tento typ provozovala také národní letecká garda (ANG). F-100 byl vyvážen několika zámořským uživatelům, včetně zemí NATO a dalších amerických spojenců, mezi které patřilo turecké letectvo, letectvo Čínské republiky a francouzské letectvo. F-100 byl nasazen během turecké invaze na Kypr a plnil mise blízké letecké podpory. Francouzské F-100 zažily službu během alžírské války. Během své pozdější služby byl F-100 často označován jako „Hun“ - zkrácená verze „one hundred“.

## Vývoj

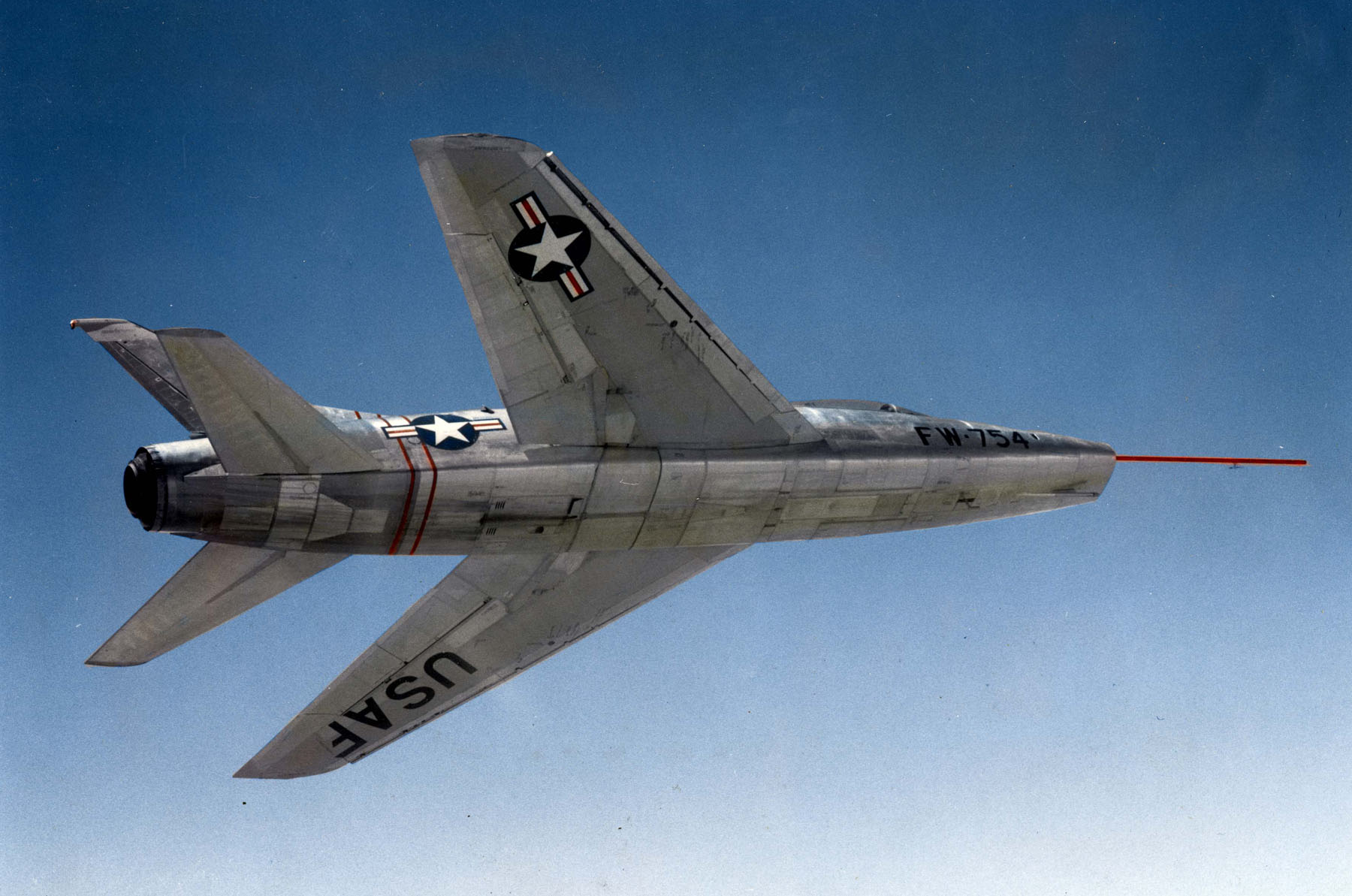
Jeden ze dvou prvních prototypů YF-100A, s/n 52-5754.

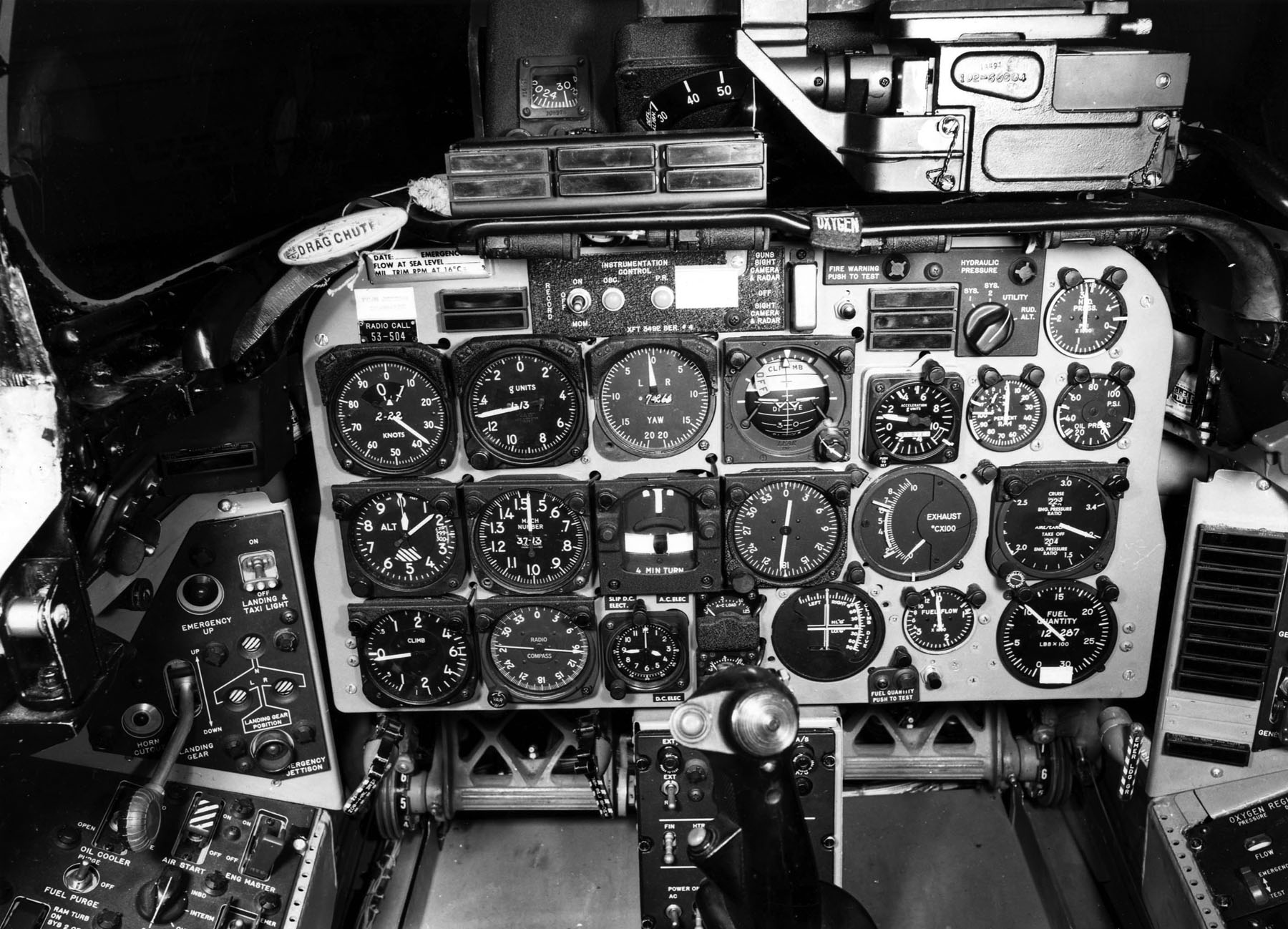
Kokpit stroje F-100D

Dne 3. února 1949 spustila společnost North American Aviation vývoj nového stíhacího letadla, které mělo nahradit úspěšnou F-86 Sabre. Šlo o soukromou iniciativu a firma tento projekt zpočátku sama financovala. V lednu 1951 se společnost obrátila na americké letectvo s vlastním návrhem na nadzvukovou denní stíhačku. Projekt dostal pojmenování "Sabre 45", což bylo odvozeno od toho, že křídla nového letadla měla šípovitost 45 stupňů.
Maketa byla připravena během pěti měsíců, ale později byla konstrukce ještě výrazně předělána. V lednu 1952 objednalo americké letectvo dva prototypy. První z nich, který byl označen YF-100A a vzlétl 25. května 1953. S motorem Pratt & Whitney XJ57-P-7 dosáhlo toto letadlo rychlost Mach 1,05. Druhý YF-100A vzlétl o pět měsíců později. Zatímco první prototyp neměl žádnou výzbroj, druhý už byl vybaven čtyřmi kanóny ráže 20 mm, jejichž testování probíhalo právě na tomto stroji.
29. října 1953 vytvořil podplukovník Frank Everest, Jr. na prvním prototypu nový světový rekord, když dosáhl rychlosti 1215,295 km/h. V té době se dostal do vzduchu i první produkční letoun F-100A, stroj však trpěl několika problémy. Mezi ně patřila špatná směrová stabilita, která mohla vést k náhlé změně kurzu. Tento problém způsobil 12. října 1954 úmrtí George Welche, hlavního testovacího pilota firmy North American.
V jiném případě ze dne 26. února 1955 se do obtíží dostal zkušební pilot George Franklin Smith při zalétání zcela nového letounu F-100A (sériové číslo 53-1659). Ve výšce přes deset kilometrů selhal hydraulický systém, letoun se stočil do střemhlavého letu a překročil rychlost zvuku. Smithovi se jej nepodařilo dostat pod kontrolu nad letounem, takže se musel katapultovat. Učinil tak v rychlosti 1,05 M (1263 km/h). Zachránila jej rybářská loď, šest dnů byl v bezvědomí, na měsíc oslepl a celkem se zotavoval sedm měsíců. K létání se vrátil. Smith se stal prvním člověkem, který se úspěšně katapultoval v nadzvukové rychlosti.
Další problém se projevoval tak, že za určitých okolností měla křídla tendenci ztrácet vztlak, což způsobovalo zvedání nosu letadla. Tento nedostatek byl posměšně přezdívaný "Sabre Dance" ("Šavlový tanec").
Počáteční produkční verze F-100A byla zařazena do služby 27. září 1954, ale nadále se potýkala s technickými nedostatky, které se projevily již v průběhu vývoje. Po prvních šesti závažných haváriích, které se udály v prvních dvou měsících provozu, byla všechna letadla tohoto typu až do února 1955 uzemněna. První verze Super Sabre tak dosáhla počáteční operační schopnosti až v září 1955. Problémy s F-100A však přetrvávaly a americké letectvo tuto variantu v roce 1958 postupně vyřadilo. Celkem bylo v této verzi vyrobeno 203 letadel.

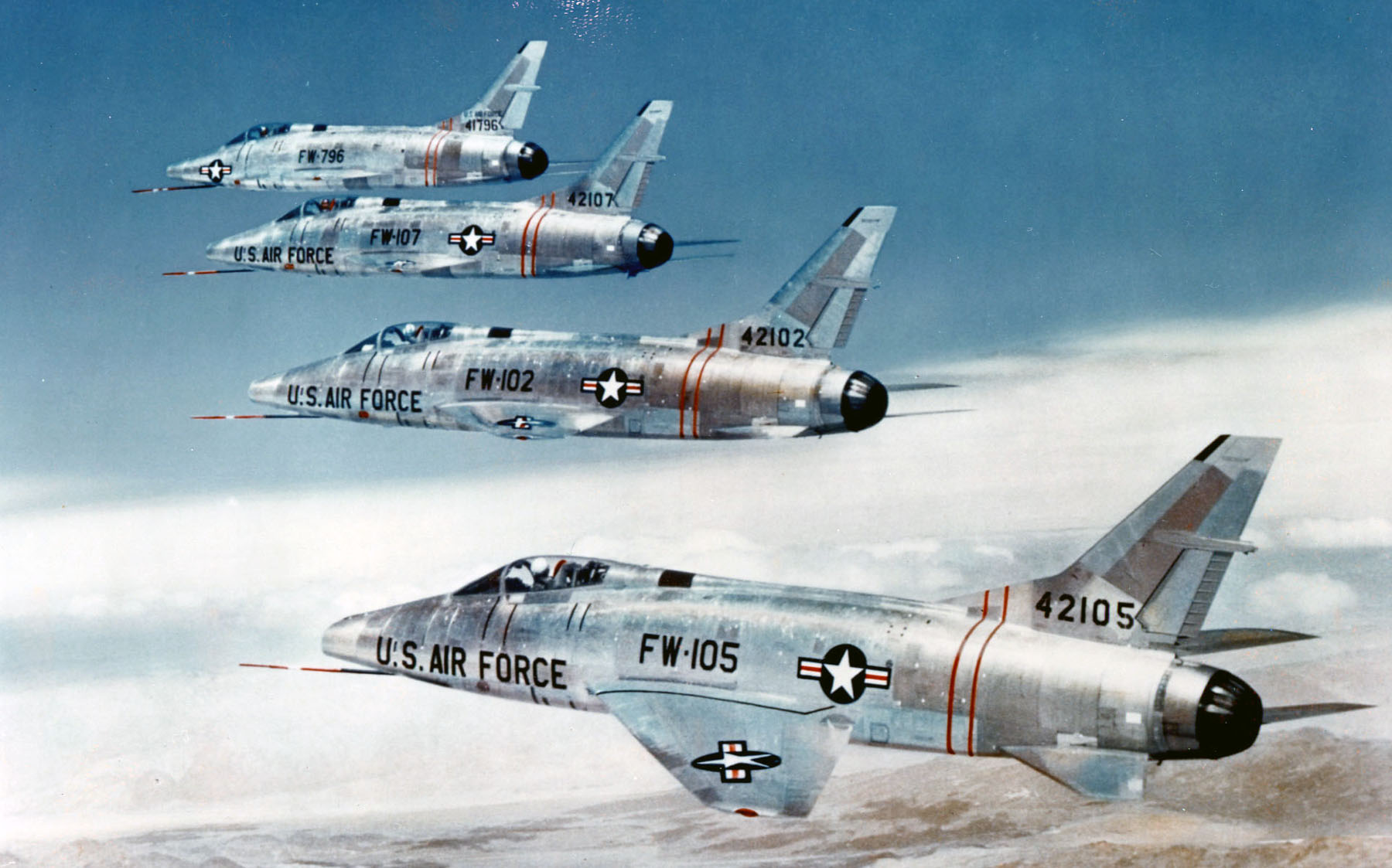
Formace amerických F-100C

Letoun F-100D během cvičení shazuje napalm

Po počátečních problémech americké letectvo požadovalo, aby byly budoucí varianty vyvinuty jako stíhací bombardéry schopné nést jaderné zbraně. V reakci na tento požadavek vznikl model F-100C, který byl vybaven vylepšeným motorem J57-P-21, schopností tankování paliva za letu a různými typy závěsníků pod křídly. I když "céčko" zpočátku trpělo mnoha problémy, které zdědilo po verzi F-100A, podařilo se je později úpravami odstranit. F-100C dokázala na šesti závěsnících nést výzbroj do hmotnosti 2 721 kg. Pro jadernou misi mohlo být letadlo vyzbrojeno jednou taktickou pumou Mk 7 o síle 8, 19, 22, 30, 31 nebo 61 kt. Kromě výzbroje mohlo být letadlo vybaveno dvěma přídavnými palivovými nádržemi (každá o objemu 1703 litrů). První letadla této verze vstoupila do služby 14. července 1955 a celkově jich bylo vyrobeno 476 kusů.
Společnost North American pokračovala v dalším vývoji Super Sabru a v roce 1956 přišla s verzí F-100D. Šlo o útočné letadlo se schopností vybojovat vzdušnou převahu. Vyznačovalo se vylepšenou avionikou, autopilotem a integrací většiny typů tehdejší konvenční výzbroje. Kvůli zlepšení letových charakteristik byly křídla letadla prodloužena o 66 cm a zvětšená byly i ocasní plochy. F-100D měla i tankovací systém "Buddy", jehož prostřednictvím bylo možné doplnit palivo jiným letadlům ve vzduchu. Výzbroj byla rozšířena o střely AIM-9B a rakety vzduch-země AGM-12 Bullpup. Jaderný arzenál doplnily pumy Mk 28 (B28), Mk 43 (B43), Mk 57 (B57) a Mk 61 (B61). 29. září 1956 dosáhla první letka F-100D počáteční operační schopnosti. Do roku 1959 se v této verzi vyrobilo 1274 letadel.
Paralelně s vývojem bojových variant došlo i k modifikaci šesti Super Sabrů na fotografická průzkumná letadla RF-100A. U těchto letadel byly zbraňové systémy nahrazeny fotografickým zařízením. V letech 1955 až 1956 prováděly RF-100A přelety nad zeměmi východního bloku (třikrát se objevily i nad Československem), Čínou a Severní Koreou, brzy však byly v této roli nahrazeny novými Lockheed U-2.
Pro potřeby výcviku byla vyvinuta dvoumístná varianta F-100F.

## Služba

### Projekt Slick Chick

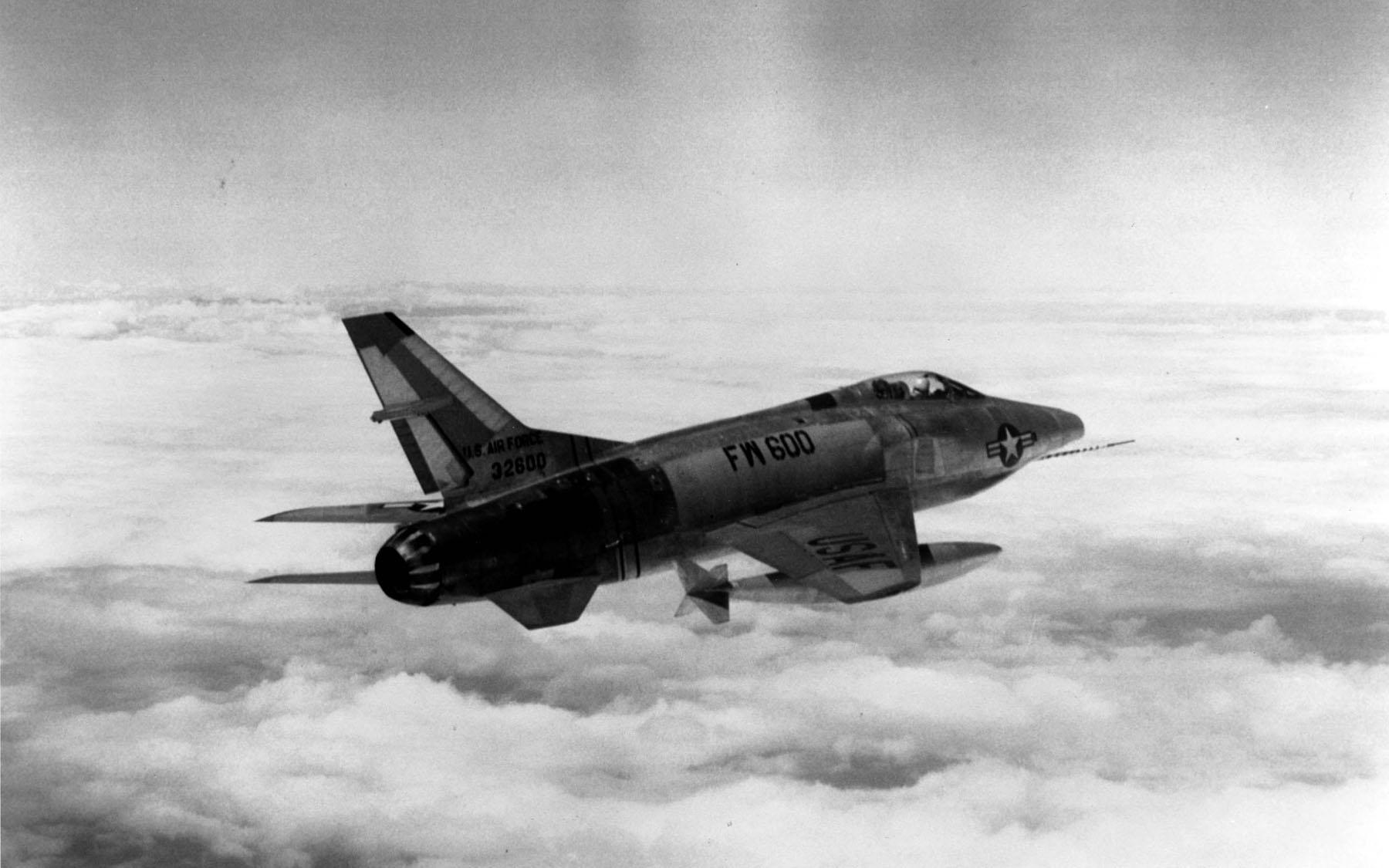
RF-100A s fiktivním sériovým číslem 53-2600 za letu

Od konce roku 1954 do dubna 1955 probíhal výcvik speciálních vybraných pilotů pro projekt Slick Chick, utajovaného průzkumného letadla RF-100A Super Sabre. Pro nasazení RF-100A se počítalo hlavně s využitím základen, odkud operovaly standardní stíhací F-100, aby průzkumná letadla nebudila tolik pozornosti. Šestice strojů pak byla rozdělena do dvou trojic pro dvě určené operační oblasti. První trojice RF-100A proto byla začleněna do stavu 6021. průzkumné letky, která operovala z japonské základny Jokota, zatímco zbylé tři si převzala 7407. letka zabezpečení, která působila z Bitburgu v Západním Německu.

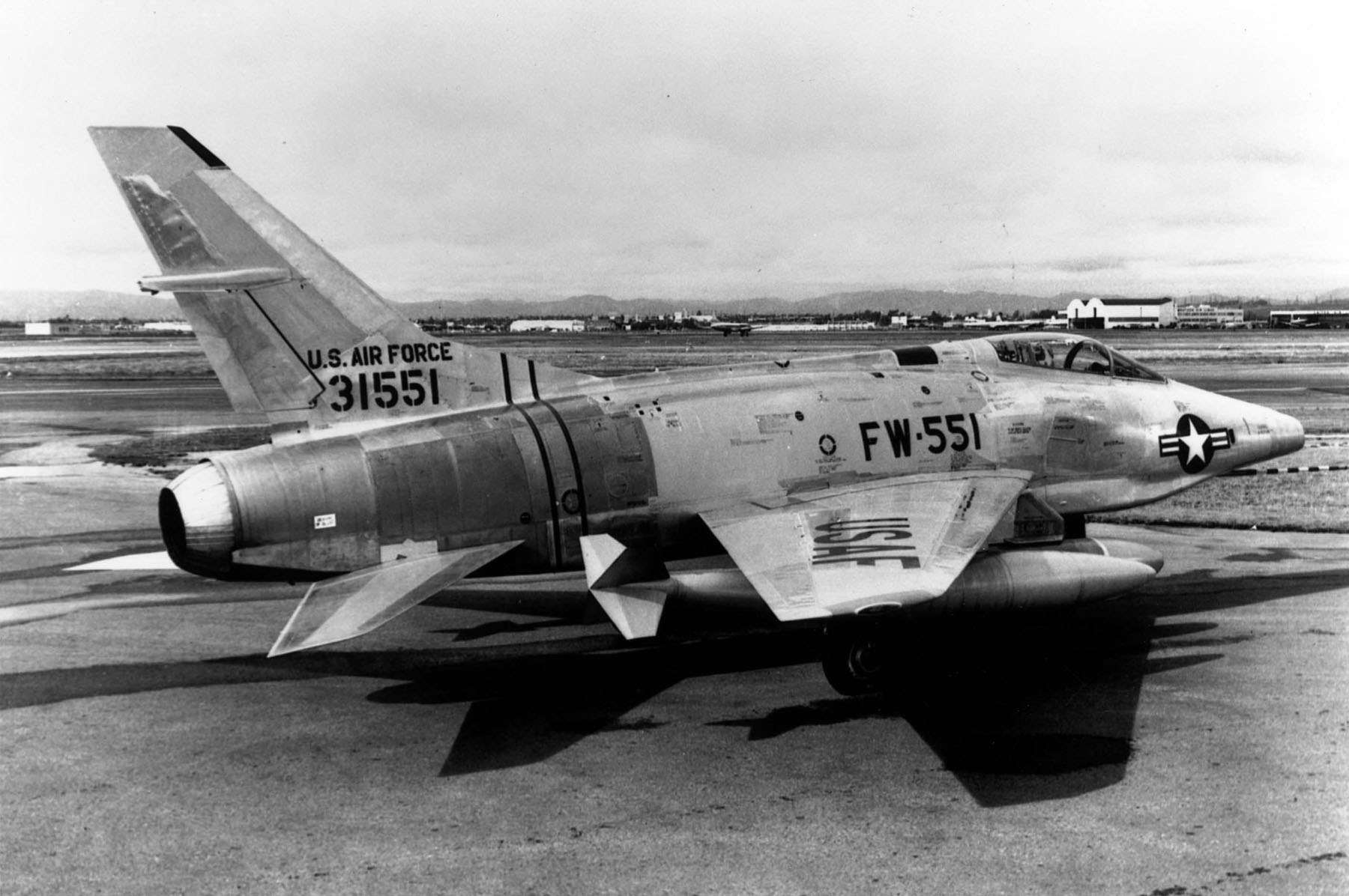
RF-100A-10-NA (výr. č. 53-1551) 1. oddílu 7407. letky 7499. skupiny zabezpečení

Několik informací stále podléhá utajení, ale na základě toho, co se podařilo získat z amerických a českých vojenských archivů, lze s jistotou konstatovat, že ze základny Bitburg bylo od léta 1955 do léta 1956 provedeno minimálně šest průzkumných letů nad východním blokem, z nichž tři směřovaly nad Československo. 18. září 1955 operoval RF-100A v oblasti Plzně a o pět dní později se uskutečnil druhý let, tentokrát přes Bratislavu, Trenčín, Gottwaldov (dnešní Zlín), Brno a Břeclav. Vrchol nastal 9. března 1956, kdy Slick Chick přeletěl nad Pískem, Prahou, Žatcem a Karlovými Vary. Československá protivzdušná obrana ve všech třech případech zcela selhala, protože její stanice zachycovaly americké průzkumníky pozdě či vůbec a pohotovostní stíhačky byly naváděny na chybné pozice. RF-100A létaly ve velkých výškách nad 15 000 m rychlostí asi 900 km/h, aniž by jim zdejší protivzdušná obrana způsobila nějaký problém. I z toho důvodu nebyl z československé strany podán žádný protest, protože přiznání uvedených skutečností by znamenalo velkou ostudu. Američané o programu Slick Chick pochopitelně také mlčeli, a tak se tyto informace dostaly na veřejnost až po letech.
Druhá trojice RF-100A, která operovala z Japonska, uskutečnila několik průzkumných letů nad Čínou a Severní Koreou, ale informace o nich jsou stále utajovány. Jisté však je, že služba všech letadel projektu Slick Chick měla v americkém letectvu jen krátkého trvání, a navíc dvě z nich byla zničena při nehodách. Exemplář č. 53-1548 havaroval 23. června 1955 při cvičném letu nad Japonskem, zatímco letadlo č. 53-1551 se v říjnu 1956 zřítilo v Západním Německu. Další RF-100A již postaveny nebyly a činnost zbývajících strojů byla zastavena v roce 1958, protože se přešlo na lety výškových letadel Lockheed U-2. Čtveřice zbývajících průzkumných RF-100A byla poté předána Tchaj-wanu, ale tamní piloti na nich zřejmě nikdy nevyrazili na „ostrou“ misi nad komunistickou pevninu a v roce 1960 byla tato čtveřice letadel vyřazena.

### Válka ve Vietnamu

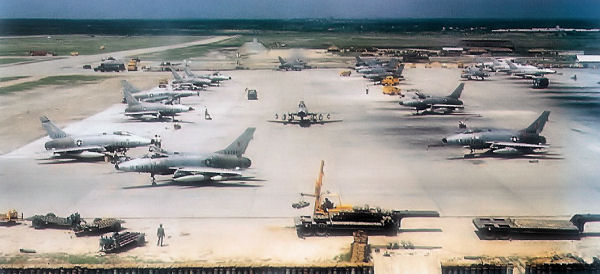
Letouny F-100D na základně Bien Hoa v jižním Vetnamu v létě 1965

4. dubna 1965 během náletu na vietnamský most Thanh Hoa poskytovaly letouny F-100 krytí stíhacím bombardérům F-105 Thunderchief. Zde se dostaly stroje Super Sabre poprvé do vzdušného souboje se severovietnamskými MiGy-17. Krátce nato byly F-100 v roli vzdušné eskorty nahrazeny letadly F-4 Phantom II.
Později byly letouny F-100F vybaveny radary APR-25 a protiradarovými raketami AGM-45 Shrike, kterými ničily severovietnamské raketové systémy protivzdušné obrany. Letadla Super Sabre působila ve Vietnamu do července 1971 a během této doby uskutečnila 360 283 bojových letů. Během konfliktu ztratily Spojené státy 242 strojů tohoto typu, přičemž 186 z nich padlo za oběť severovietnamské protiletecké obraně.

### Alžírská válka

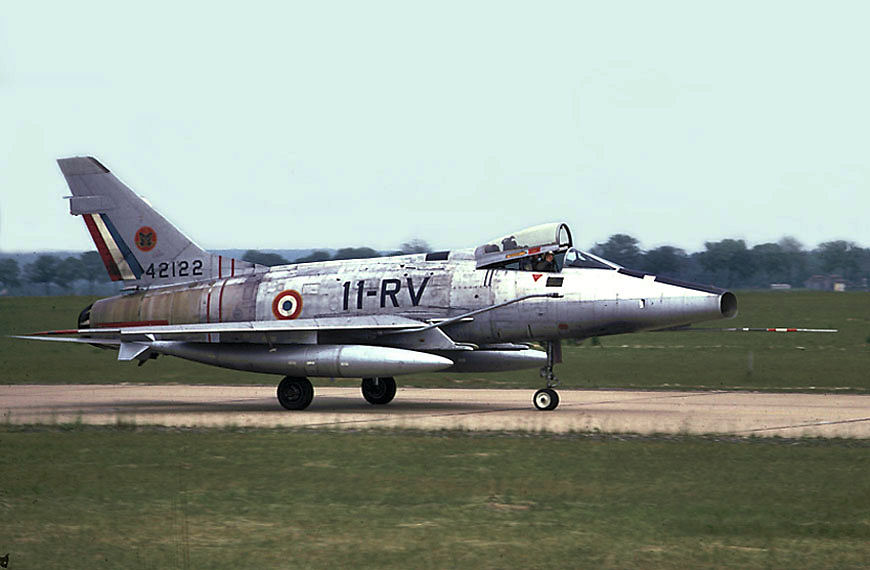
F-100D 54-2122 na základně Toul-Rosières v červnu 1970.

V listopadu 1954 začal boj alžírských povstalců za odtržení Alžírska od Francie. Během konfliktu letadla F-100D vzlétala z francouzských základen, přeletěla Středozemní moře a bombardovala Alžírsko.

### Turecká invaze na Kypr
Mezi 20. a 23. červencem 1974 uskutečnily turecké Super Sabry 500 náletů na Kypr během podpory turecké invaze. Vyzbrojené pumami o hmotnosti 750 liber provedly turecké F-100 nálet na letiště Nicosia, aby poskytly vzdušné krytí pro přistávající vrtulníky. Omylem potopily vlastní torpédoborec Kocatepe, který si zaměnily za řeckou válečnou loď. Turecko při této operaci ztratilo osm letadel - dvě při haváriích a šest v důsledku protiletecké palby.

## Uživatelé
- Čínská republika
  - Letectvo Čínské republiky
- Dánsko
  - Dánské královské letectvo
- Francie

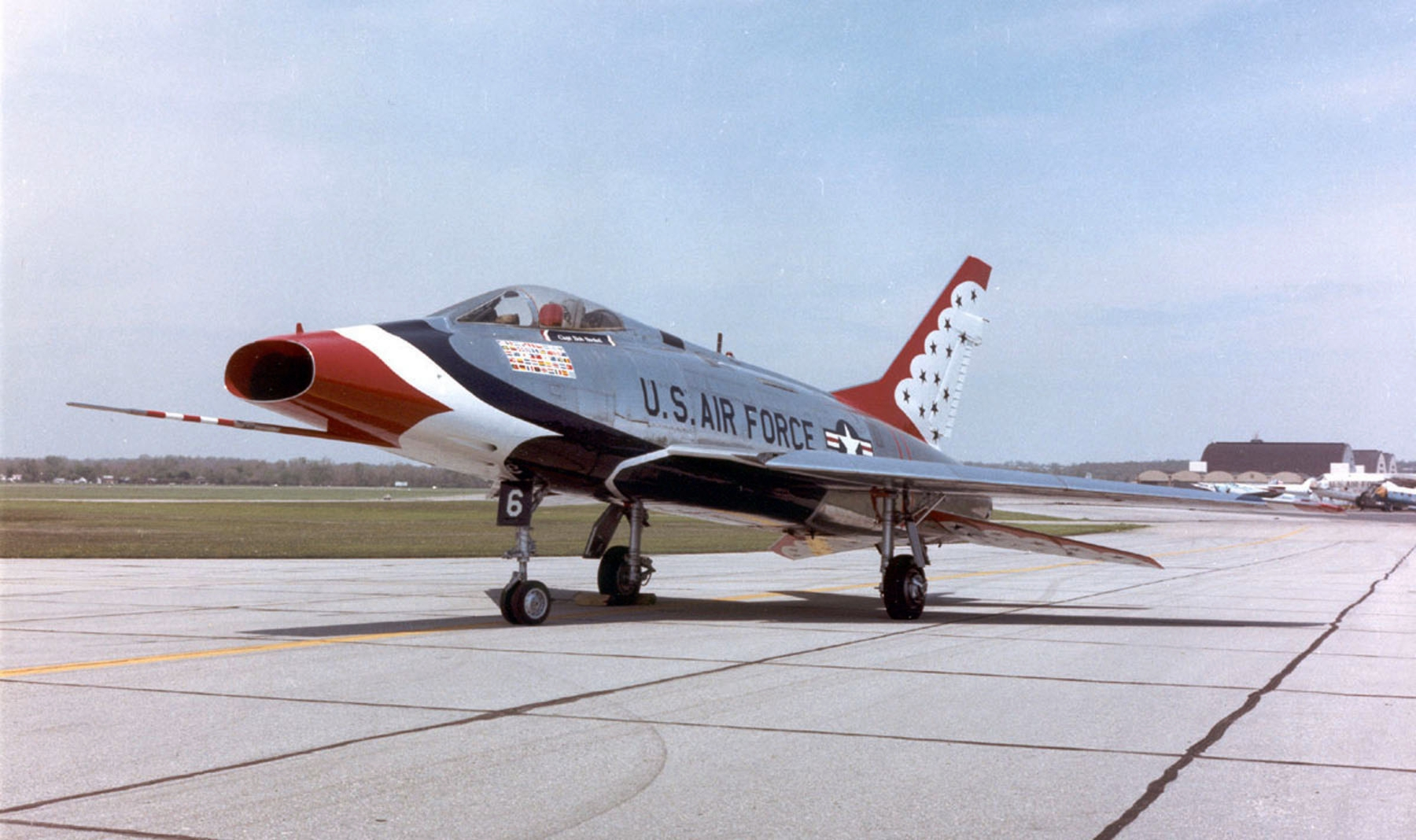
F-100D v barvách skupiny Thunderbirds vystavený v NMUSAF

  - Armée de l'air - během let 1958 až 1978 provozovalo celkem 100 letadel Super Sabre (80 kusů F-100D a 15 kusů F-100F).
- Turecko
  - Turecké letectvo - celkem získalo 206 letadel Super Sabre z USA a Dánska. Stroje byly ve verzi F-100C, D a F. Ve službě byly v letech 1958 až 1982.
- Spojené státy americké
  - United States Air Force
    - Thunderbirds

## Specifikace

### Technické údaje
- Osádka: 1 (pilot)
- Rozpětí: 11,81 m
- Délka: 15,2 m
- Výška: 4,95 m
- Nosná plocha: 37 m²
- Hmotnost prázdného stroje: 9 500 kg
- Vzletová hmotnost: 13 085 kg
- Maximální vzletová hmotnost: 15 800 kg
- Pohonná jednotka: 1× proudový motor Pratt & Whitney J57-P-21 nebo J57-P-21A
  - Tah: 44,48 kN
  - s přídavným spalováním: 71 kN

### Výkony
- Maximální rychlost: 1 390 km/h
- Dostup: 15 000 m
- Stoupavost: 113,8 m/s
- Dolet: 3 210 km

### Výzbroj
- 4× 20mm kanón M39
- Do 3 190 kg munice zahrnující konvenční nebo jadernou munici Mk 7, Mk 28, Mk 43, Mk 57 nebo Mk 61
- 4× střela AIM-9 Sidewinder nebo GAM-83 Bullpup